# Kyōko Date
Kyōko Date (伊達 杏子?, Date Kyōko) è un personaggio immaginario creato dalla HoriPro.

## Denominazione
Kyōko Date è una virtual idol giapponese. Il personaggio è stato inizialmente sviluppato con il nome in codice DK-96. Il nome in codice è composto da "DK", acronimo di Digital Kids, e "96", cioè l'anno di rilascio (1996). Nel 1997 il nome in codice è stato aggiornato in DK-97. Nel 1999 è stata rilasciata la versione per il mercato sudcoreano, con il nome in codice DiKi. Nel 2001 è stata rilasciata la seconda versione del personaggio, con il nome in codice DK-2001. La terza versione, rilasciata nel 2007, è semplicemente conosciuta come Kyōko Date.

## Storia
Kyōko Date, nata il 26 ottobre 1979 a Fussa, è la primogenita di una famiglia proprietaria di un sushi bar nel distretto di Fussa, a Tokyo, locale molto popolare tra i militari americani che risiedono nella base aerea di Yokota. Prima di diventare una cantante famosa lavorava part time in un fast food. È stata sviluppata dalla HoriPro in collaborazione con Visual Science Laboratory Inc., per celebrare i 35 anni di attività di HoriPro. Lo sviluppo ha avuto inizio nel 1995. Allo sviluppo hanno partecipato 10 dipendenti HoriPro e 50 tecnici, per un investimento complessivo di oltre 10 milioni di yen. Il personaggio è stato disegnato da Tatsuya Kosaka. Le due interpreti della voce di Kyōko, una per il canto e l'altra per i dialoghi, sono state selezionate tra oltre cinquanta aspiranti. I movimenti di Kyōko sono stati animati attraverso la tecnica motion capture. Inizialmente previsto per l'autunno 1995, il debutto di Kyōko Date è stato rinviato al 1996 a causa di ritardi nella fase di sviluppo. La prima apparizione di Kyōko è avvenuta nell'ottobre 1996, nel programma radiofonico G1 Grouper di Tokyo FM. Il successivo 2 novembre è apparsa per la prima volta in video nel programma televisivo Broadcaster della TBS. Il 21 novembre 1996 è uscito il suo primo singolo, Love Communication. Nel 1997 si è scelta una nuova interprete per la voce e si è aggiornato il nome in codice. Il 21 luglio 1997 è stato pubblicato il nuovo singolo Touch. Nello stesso periodo è apparsa nei manifesti del Ministero del commercio internazionale e dell'industria e sulla copertina della rivista Jamāru. Nel 1999 Kyōko ha debuttato in Corea del Sud con l'album Between. Nel 2001 è stata rilasciata una nuova versione di Kyōko Date, utilizzata come avatar nel sito internet del laboratorio di intrattenimento dell'istituto Kanazawa Kōgyō Daigaku. Nel 2007 è apparsa una terza ed ultima versione del personaggio, come avatar nel mondo virtuale Second Life.

## Parenti virtuali
Nel 2000 Tatsuya Kosaka ha creato un altro personaggio femminile, Kaori Date, parente di Kyōko. Nel novembre 2018 HoriPro ha svelato una nuova idol virtuale, Ayano Date, figlia di Kyōko.

## Nella cultura di massa
Negli stessi anni in cui i video di Kyōko Date sono pubblicati nella rete Internet, il cantautore Alan Sorrenti pubblica il singolo Kyoko Mon Amour (1997).

## Discografia
- 1996 - Love Communication
- 1997 - Touch
- 1999 - Between